# بنزوئیک انیدرید
بنزوئیک انیدرید(به انگلیسی: Benzoic anhydride) یک ترکیب آلی با فرمول شیمیایی (C6H5CO)2O است. این ترکیب یک انیدرید اسید از بنزوئیک اسید و ساده‌ترین انیدرید اسیدِ آروماتیکِ متقارن است. ظاهر این ماده به شکل جامد سفید است.

## فرآوری و واکنش‌ها
این ماده معمولاً با واکنش آب‌گیری بنزوئیک اسید تهیه می‌شود، به عنوان مثال با استفاده از استیک انیدرید:
2 C6H5CO2H + (CH3CO)2O → (C6H5CO)2O + 2 CH3CO2H
در روش دیگر، سدیم بنزوات می‌تواند با بنزوئیل کلراید آمایش شود. می‌توان با آب‌گیری بنزوئیک اسید به وسیله حرارت، تولید شود.
بنزوئیک انیدرید ماده اولیه مناسبی برای تهیه بنزوئیک استرها است:
(C6H5CO)2O + ROH → C6H5CO2H + C6H5CO2R